# کارلوس لارا
کارلوس لارا (انگلیسی: Carlos Lara; ۲۷ ژوئیهٔ ۱۹۳۴ – ۲۰ مهٔ ۲۰۰۱) بازیکن فوتبال اهل آرژانتین بود.
از باشگاه‌هایی که در آن بازی کرده‌است می‌توان به باشگاه فوتبال ریور پلاته اشاره کرد.
وی همچنین در تیم ملی فوتبال مکزیک بازی کرده‌است.